# Клочко Сергій Володимирович
Сергій Володимирович Клочко (нар. 22 вересня 1958, м. Суми) — український політик.

## Освіта
У 1964—1975 рр. навчався у сумській та миропільській школах–інтернатах.

## Робота
1975—1981 рр. — слюсар заводу електронних мікроскопів.
У 1982—1991 рр. — слюсар, майстер, начальник цеху ремонтно-транспортного підприємства Сумського районного агропромислового об'єднання.
1991—1992 рр. — начальник відділу МП «Нікатроф».
1992—1997 рр. — керівник ПТП «Сумипромтрансторг», МП «Геліос», ПП «Сана».
1997—1999 рр. — начальник відділу, заступник начальника, начальник управління комунального майна та приватизації Сумського міськвиконкому.
1999—2001 рр. — заступник директора АТЗТ «Сільтехпостач».
2001—2002 рр. — помічник-консультант народного депутата України.
2002—2003 рр. — секретар Сумської міської ради.
2003—2005 рр. — помічник-консультант народного депутата.
2005—2006 рр. — секретар Сумської міської ради та виконував обов'язки сумського міського голови.
2006—2011 рр. — заступник голови Сумської обласної ради.
2011—2012 рр. — помічник-консультант народного депутата України на громадських засадах.
З 2015 р. по теперішній час — директор Сумської місцевої телерадіокомпанії «АкадемTV»

## Громадська робота
Двічі обирався депутатом міської ради в 1994 та 2002 роках, а у 2006 році — депутатом Сумської обласної ради. З 1995 р. член національної Спілки журналістів України.